# Sibilla Sormella
Sibilla Sormella (Catania, circa 1273 - …) was een edeldame uit Catania, een stad in het koninkrijk Sicilië, deel van de Kroon van Aragon. Zij was jarenlang de maîtresse van Frederik II, koning van Sicilië, tot Frederik II in 1302 huwde met Eleonora van Anjou conform het Vredesverdrag van Caltabellotta (1302). Het was een verdrag gesloten tussen Aragon en Anjou-Sicilië.

## Namen

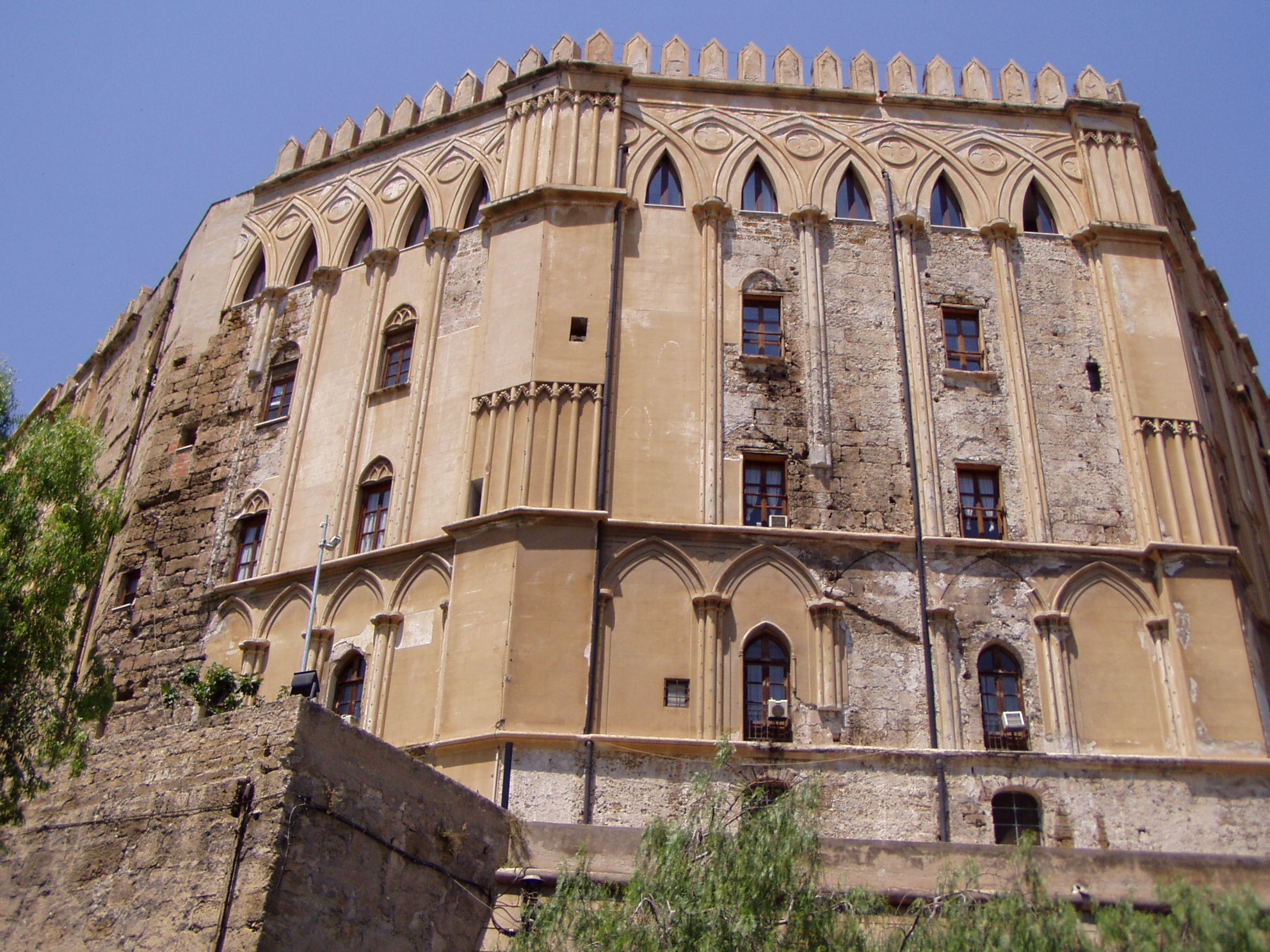
Palazzo dei Normanni of koninklijk paleis van Palermo

Sormella is een naamswijziging van latere eeuwen, waarschijnlijk zelfs opgetreden na de dood van Sibilla Sormella. De oudere namen van Sormella waren Solmella en Solimella en oorspronkelijk zelfs in het Latijn (de) Olivella. Een opzoeking in de Vaticaanse Bibliotheek bracht aan het licht dat de naam Solmella gelinkt was met Olivella zowel als familienaam als toponiem van de stad Olivella in Catalonië.

## Levensloop
De ouders van Sibilla Sormella waren ridder Siro di Solimella, hoveling aan het Koninklijk Hof van Palermo en Ilagio, Dame van Santa Sofia. Sormella’s vader was kapitein van het Aragonees fort van Malta.
Na de Siciliaanse Vespers of volksopstand tegen het regerend Huis Anjou (1282) brak een oorlog uit tussen Anjou en Aragon om Sicilië. Zo belandde Frederik II op Sicilië (circa 1283) in het gevolg van zijn vader koning Peter III van Aragon van het Huis Barcelona. Na het vertrek van Peter III bleef Frederik II in Palermo, bij zijn moeder koningin Constance. Vanaf de jaren 1290 geraakten prins Frederik II en Sormella verliefd op elkaar. Sormella werd een belangrijke dame aan het hof, ook nadat Frederik II de koningstroon van Sicilië besteeg (1296).
Het paar kreeg vijf kinderen, drie zonen en twee dochters, in de loop van de jaren 1294-1300. Zij verbleven allen met hun moeder Sormella aan het hof. Na het huwelijk van Frederik II met Eleonara van Anjou (1302) verdween Sormella. Er werd nooit iets meer van haar gehoord. Frederik II bezorgde haar drie zonen nog adellijke titels en huwde haar twee dochters uit met Siciliaanse edellieden.

## Nakomelingen
De vijf buitenechtelijke kinderen van Frederik II met Sibilla Sormella waren:
- Alfons Frederik van Sicilië (circa 1294-1338) ook genoemd Frederik van Athene, heer van Salona, graaf van Malta en Gozo, regent van het hertogdom Athene
- Roland van Sicilië (circa 1296-1361), baron van Avola
- Elisabeth van Sicilië (circa 1297-1341), huwde met Pontius, graaf van Empuries en nadien met Raimondo Peralta, grootadmiraal van Sicilië en eerste graaf van Caltabellotta
- Eleonora van Sicilië (circa 1298 - …) huwde met Giovanni di Chiaramonte, graaf van Modica
- Sancho van Sicilië (circa 1300-1334), baron van Militello